# Lijst van personen onderscheiden met het Ridderkruis van het Kruis voor Oorlogsverdienste
Het Ridderkruis van het Kruis voor Oorlogsverdienste (Duits: Ritterkreuz des Kriegsverdienstkreuzes) werd op 19 august 1940 door Adolf Hitler als ridderorde ingesteld. Dit was een iets grotere kruis dat om de hals gedragen werd. Hitler besliste persoonlijk over de toekenning van deze onderscheiding. De ontvangers van het ridderkruis moesten al met beide klasse van het Kruis voor Oorlogsverdienste onderscheiden zijn. Het Ridderkruis van het Kruis voor Oorlogsverdienste werd hoger ingeschaald als het Duitse Kruis in zilver, maar weer lager als het Ridderkruis van het IJzeren Kruis.
De ridderkruisen werden met en zonder zwaarden uitgereikt. De zwaarden werden toegevoegd voor bijzondere verdienste "oog in oog met de vijand" terwijl het gewone ridderkruis bestemd was voor verdienste voor de oorlogsinspanning waarbij men niet met de vijand in contact kwam.
Op 8 juli 1944 werd het Gouden Ridderkruis van het Kruis voor Oorlogsverdienste (zonder zwaarden) (Duits: Goldenes Ritterkreuz des Kriegsverdienstkreuzes) ingesteld, dit gebeurde op suggestie van Albert Speer. Deze klasse is nooit in het Reichsgesetzblatt of andere officiële documenten formeel gepubliceerd. Speer gaf aan dat het identiek moest zijn aan de RK des KVK, maar verguld en onmiddellijk boven het Ridderkruis van het IJzeren Kruis ingeschaald zou zijn.
Het presenteren van het Ridderkruis van het Kruis voor Oorlogsverdienste gebeurde vier keer per jaar, namelijk op:
- 30 januari (nazi's komen aan de macht);
- 20 april (Hitlers verjaardag);
- 1 september (dag van het uitbreken van de Tweede Wereldoorlog);
- 1 mei (Dag van de Arbeid).

## Gouden Ridderkruis van het Kruis voor Oorlogsverdienste

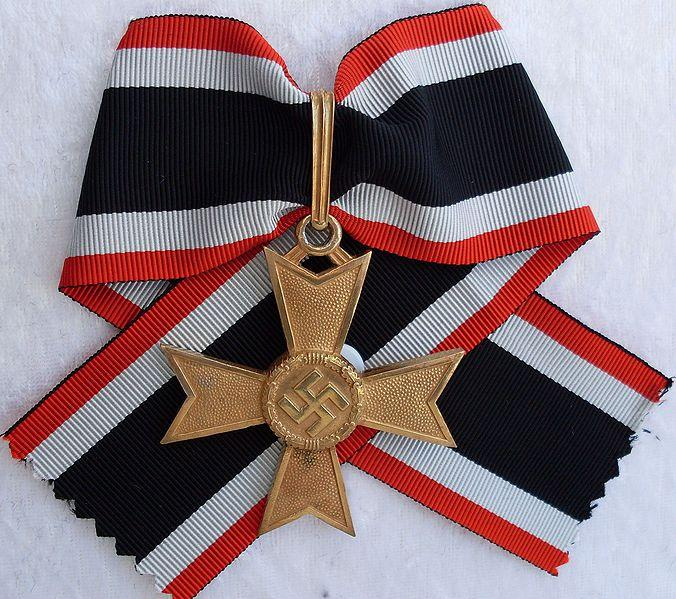
Het Gouden Ridderkruis van het Kruis voor Oorlogsverdienste

Uitgereikt door Albert Speer volgens Salzwedeler Zeitung van 6 december 1944 aan de heren Bekurts, Kelchner en Malzacher.
| Naam        | Rang/functie                                                                   | Uitreikingsdatum | Bijzonderheden |
| ----------- | ------------------------------------------------------------------------------ | ---------------- | --- |
| Karl Saur   | Hauptdienstleiter en afdelingschef in het Ministerie van Bewapening en Munitie | 20 april 1945    | De oorkonde door Adolf Hitler ondertekend, en het Gouden Ridderkruis op dezelfde dag door Albert Speer, die hem als minister had voorgedragen uitgereikt. Saur is ook ontvanger van alle andere klasse van het Kruis voor Oorlogsverdienste. |
| Franz Hahne | Obermeister in de firma Rheinmetall-Altmärkische Kettenwerke                   | 20 april 1945    | De oorkonde door Adolf Hitler ondertekend, en het Gouden Ridderkruis op dezelfde dag met felicitaties van Albert Speer, die hem als minister had voorgedragen verzonden.                                                                     |

## Ridderkruis van het Kruis voor Oorlogsverdienste met Zwaarden

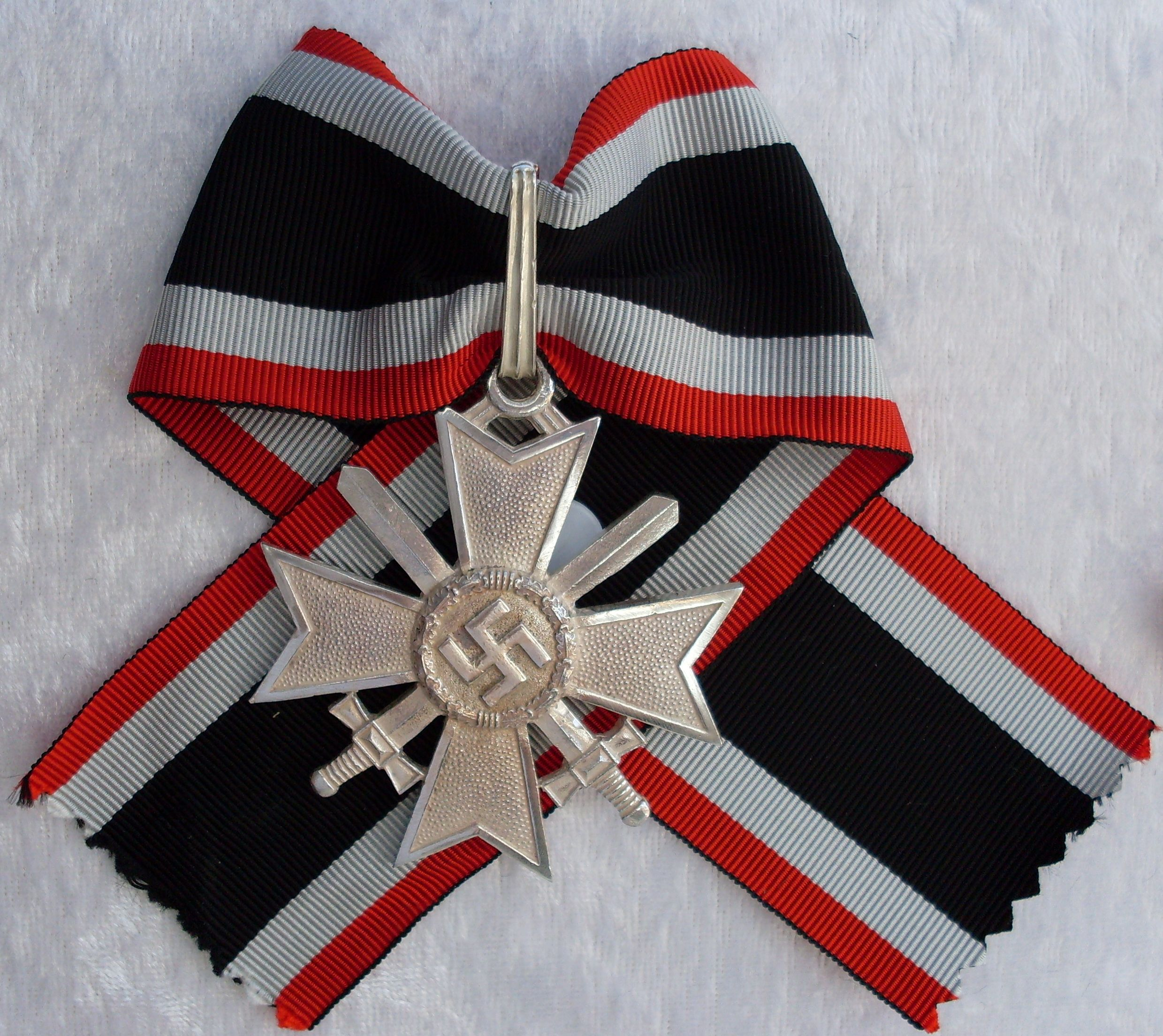
Het Ridderkruis van het Kruis voor Oorlogsverdienste met Zwaarden

| Naam                                           | Rang/functie | Datum van toekenning                                  | Bijzonderheden |  |
| ---------------------------------------------- | --- | ----------------------------------------------------- | --- |  |
| Ernst Friedrich Heinrich Agatz                 | President van de Rijkspostdirectie Saarbrücken | 21 februari 1945                                      | |  |
| Willi Arps                                     | Kapitein van een handelsschip | 25 augustus 1944- 26 augustus 1944                    | |  |
| Otto Backenköhler                              | Admiral en Chef van de marine bewapening (OKM) | 3 januari 1945                                        | |  |
| Adolf Bacmeister                               | Flottenarzt der Reserve en officier geneeskundige dienst voor vragenstukken over tuberculose bij het hoofd geneeskundige dienst van de Kriegsmarine                                                                                                  | 16 mei 1944                                           | |  |
| Max Bastian                                    | Admiral en president van het Rijks militair gerecht | 12 oktober 1944                                       | |  |
| Emil Beck                                      | President van de Rijksspoorwegdirectie Berlijn | 29 juli 1944                                          | |  |
| Alfred Becker                                  | Major der Reserve | 20 april 1945                                         | |  |
| Otto Behrens                                   | Major in de Luftwaffe en Leider van de Erprobungsstelle Rechlin | 20 april 1945                                         | |  |
| Karl Bekurts                                   | Voorzitter van het bestuur van het Gustloff-Werke | 5 december 1944                                       | |  |
| Wilhelm Benoit                                 | Heeres-Hauptwerkmeister | 13 september 1943                                     | |  |
| Gottlob Berger                                 | SS-Obergruppenführer en General in de Waffen-SS, chef van het SS-Hauptamt | 26 september 1944                                     | |  |
| Richard Wolfgang Betram                        | Reederei-Kaufmann Ausschussleiter Schienenfahrzeuge | 26 december 1944                                      | |  |
| Ernst Bierschenk                               | Machinist bij de Rijkspoorwegmaatschappij | 7 december 1944                                       | |  |
| Ernst Blaicher                                 | Technisch directeur (tankproductie) | 3 augustus 1943                                       | Verlening volgens het "Vorläufiges Besitzzeugnis". |  |
| Rudolf Blohm                                   | Directeur | 1 maart 1945                                          | |  |
| Gustav Boehringer                              | Generalleutnant, bevelhebber General der Pioniere in de Heeresgruppe Nordukraine | 10 september 1944                                     | |  |
| Friedrich von Boetticher                       | General der Infanterie en militair attaché | 27 mei 1942                                           | |  |
| Lorenz Böhler                                  | Oberfeldarzt der Reserve | 30 januari 1945                                       | |  |
| Alfred Boner                                   | Generalmajor in de Luftwaffe | 20 april 1945                                         | |  |
| Fritz Brand                                    | General der Artillerie | 24 december 1944                                      | |  |
| Ernst Bruno Brandenburg                        | Onderstaatssecretaris | 1 september 1944                                      | |  |
| Wernher von Braun                              | SS-Sturmbannführer en raketingenieur | 28 oktober 1944 - 29 oktober 1944                     | |  |
| Max Brauweiler                                 | Montageingenieur | 12 augustus 1944                                      | Ridderkruis op voordracht van het Oberkommando der Kriegsmarine (OKM), vanwege zijn verdienste bij de bouw van U-Boten in verband met elektrische aandrijvingen                   |  |
| Gustav Brecht                                  | Ondernemer en Wehrwirtschaftsführer | 20 april 1945                                         | |  |
| Walter Brugmann                                | OT Einsatzgruppenleiter en architect | 14 mei 1943                                           | |  |
| Albrecht Brummenbaum                           | SS-Standartenführer en leider van de hoofdafdeling II/Reichsnahrstandes | 1 oktober 1944                                        | |  |
| Walter Bürger                                  | President van de Rijksspoorwegdirectie Hannover | 7 december 1944                                       | |  |
| Heinrich Bürkle de la Camp                     | Generalarzt der Reserve in de Luftwaffe | 1 februari 1945                                       | |  |
| Leopold Bürkner                                | Vizeadmiral en Chef van de afdeling buitenland in het OKW | 2 mei 1945                                            | |  |
| Karl Christiansen                              | Inspecteur-generaal van de zeescheepvaart en Fregattenkapitän der Reserve zur Verfügung (z.V.) | 19 november 1944                                      | |  |
| Erwin Colsman                                  | Opperkwartiermeester | 23 oktober 1944                                       | |  |
| Walter Conrad                                  | Oberst in de Generale Staf | 30 april 1945                                         | |  |
| Kurt Daluege                                   | SS-Oberstgruppenführer en Generaloberst in de politie, chef van de Ordnungspolizei | 7 september 1943                                      | |  |
| Gerhard Degenkolb                              | Ausschussleiter Schienenfahrzeuge | 29 oktober 1944                                       | |  |
| Rolf Detmering                                 | Generalleutnant en commandant van de krijgsgevangenen in Wehrkreis VIII | 16 maart 1945                                         | |  |
| Walter Dornberger                              | Generalmajor in het Heereswaffenamt (HWA) | 29 oktober 1944                                       | |  |
| Julius Dorpmüller                              | Rijksminister van het Rijksministerie voor Verkeer | 24 juli 1944                                          | |  |
| Franz Xaver Dorsch                             | Leider van de OT Centrale | 14 mei 1943                                           | |  |
| Alfred Eckhardt                                | Onderstaatssecretaris en chef d. Amtes Marinebauwesen (AMA/B) / Oberkommando der Kriegsmarine | 7 december 1944                                       | |  |
| Martin Eisenbeck                               | Obergeneralarbeitsführer (RAD) | 2 februari 1945                                       | |  |
| Johannes Engel                                 | SS-Brigadeführer en Stadsrat voor het verkeerswezen van Berlijn | 11 juli 1944 - 29 juli 1944                           | |  |
| Conrad Engelhardt                              | Konteradmiral en Chef zeetransport in de Wehrmacht | 24 februari 1945                                      | |  |
| Alois Ennsberger                               | SS-Hauptsturmführer | 13 november 1943                                      | |  |
| Franz Ritter von Epp                           | General der Infanterie en Rijksstadhouder | 20 september 1943                                     | |  |
| Kurt Erdmann                                   | Rüstungsinspekteur en Generalmajor | 24 juni 1944                                          | |  |
| Waldemar Erfurth                               | General der Infanterie en Duitse generaal in het Finse hoofdkwartier | 8 november 1944                                       | |  |
| Walter Ewert                                   | SS-Standartenführer en opperkwartiermeester van het 6.Panzerarmee | 31 december 1944 - 26 december 1944                   | |  |
| Paul Fanger                                    | Admiral en chef van het Artilleriewaffenamtes | 30 april 1945                                         | Uitreiking postuum |  |
| Ernst Fähndrich                                | Oberst en opperkwartiermeester | 2 mei 1945 - 6 februari 1945                          | |  |
| Helmutt Fett                                   | Oberst in de Generale Staf | Mei 1945                                              | |  |
| Willy A. Fiedler                               | Chef constructeur | 1 september 1944                                      | |  |
| Eberhard Finckh                                | Opperkwartiermeester in de Generale Staf van de Wehrmacht | 1 juni 1944 - 11 mei 1944                             | |  |
| Richard Fischer                                | Reichslastverteiler | 22 mei 1944                                           | |  |
| Veit Fischer                                   | General der Flieger en Kommandierender General en bevelhebber in het Feld-Luftgau XXVII (Minsk) | 5 juli 1944 - 15 juli 1944                            | |  |
| Ferdinand Flury                                | Generalarzt der Reserve | 23 september 1944                                     | |  |
| Carl de Freese                                 | Oberfeldarzt en Korpsartzt III.Panzer-Korps | 9 juni 1944                                           | |  |
| Hans-Georg von Friedeburg                      | Bevelvoerend-admiraal van de onderzeeboten | 17 januari 1945                                       | |  |
| Werner Fuchs                                   | Admiral en chef van het hoofdbureau voor de bouw van oorlogsschepen | 26 december 1944 - 30 december 1944                   | |  |
| Karl Frydag                                    | Directeur-generaal en ingenieur in het Hauptausschuss Flugzeugbau van het RM.f.R.u.K. | 22 mei 1944                                           | |  |
| Carl August von Gablenz                        | Generalmajor van de Luftwaffe en chef van de planningsafdeling van de Generalluftzeugmeister in het RLM | 4 september 1942 - 25 augustus 1942                   | Uitreiking postuum |  |
| Albert Ganzenmüller                            | Staatssecretaris in het Rijksministerie voor Verkeer | 18 september 1943                                     | |  |
| Karl Gebhardt                                  | SS-Gruppenführer en Generalleutnant in de Waffen-SS en lijfarts van Heinrich Himmler | 16 mei 1944 - 31 mei 1944                             | |  |
| Edmund Geilenberg                              | Technisch directeur van de Stahlwerke Braunschweig GmbH | mei 1944 - 1 juni 1944                                | |  |
| Rudolf Gercke                                  | General der Infanterie en chef van het transportwezen | 25 september 1943                                     | |  |
| Ernst Gerke                                    | Generalleutnant en hogere verbindingsleider in de Heeresgruppe B (Nafü HGr) | 8 mei 1945                                            | |  |
| Heinrich "Katz" Gerwig                         | President van de onderzoeksbureau van de Duitse Rijkspost | 27 november 1944 - 28 november 1944                   | |  |
| Willy Gimmler                                  | Generalleutnant en chef van de Amtsgruppe Wehrmacht-Nachrichtenverbindungen in het OKW | April 1945 - 8 mei 1945                               | |  |
| Edmund Glaise von Horstenau                    | General der Infanterie z.V. en Duits Algemeen Gevolmachtigde in Kroatië | 8 november 1944                                       | |  |
| Erwin Gohrbandt                                | Generalarzt der Reserve in de Luftwaffe | 1 februari 1945                                       | |  |
| Erich Goudefroy                                | President van de Rijksspoorwegdirectie Hamburg | 7 december 1943                                       | |  |
| Alfred Grams                                   | Kapitein van de blokkadebreker Erlangen | 1944                                                  | |  |
| Wilhelm Gries                                  | Oberinspektor in de Rijksspoorwegmaatschappij | 7 december 1944                                       | Uitreiking postuum |  |
| Emil Greul                                     | Admiralstabsarzt en Chef van het marine medicijnen ambt, Sanitätschef der Kriegsmarine | 20 april 1945                                         | |  |
| Fritz-Wilhelm Grimm                            | President van de Rijksspoorwegdirectie Königsberg | 7 december 1943                                       | |  |
| Willi Gube                                     | Oberst in de Generale Staf Wa Prüf 7 / Nachrichtwesen Oberkommando der Wehrmacht | 20 april 1945                                         | |  |
| Kurt Gutzeit                                   | Oberstarzt en Oberster Kliniker der SS | 16 mei 1944                                           | |  |
| Wilhelm Hamberger                              | Oberst in de Generale Staf en Transportchef Generalstab Heeresgruppe | 20 april 1945                                         | |  |
| Siegfried Handloser                            | Generaloberstabsarzt en Heeres-Sanitäts-Inspekteur en Chef des Wehrmachtssanitätswesens | 21 september 1943                                     | |  |
| Hermann von Hanneken                           | General der Infanterie en Wehrmachtbefehlshaber in Denemarken | 21 december 1944                                      | Op 12 april 1945 door het militaire rechtbank tot acht jaar gevangenisstraf veroordeeld met verlies van rang. Op 17 april na tussenkomst van Hitler, opnieuw bevorderd tot majoor |  |
| Kurt Harder                                    | Kapitein van een handelsschip en kapitein van de blokkadebreker Regensburg | 25 augustus 1944 - 28 augustus 1944                   | Uitreiking postuum |  |
| Walther Haubenreise                            | Generalstabsarzt | 10 april 1945                                         | |  |
| Erich Heinemann                                | General der Artillerie z.V. en Harko 302 | 23 oktober 1944 - 23 september 1943                   | |  |
| Wolf-Heinrich von Helldorf                     | SA-Obergruppenführer en General in de politie, hoofdcommissaris van politie van Berlijn | 10 februari 1944                                      | |  |
| Remigius Hellenthal                            | Technischer Reichsbahnoberinspektor | 7 december 1943                                       | |  |
| Gerlach-Hans Hemmerich                         | Generalleutnant, chef van de oorlogskaarten- en landmeetkunde in het OKH | 1 februari 1945                                       | |  |
| Willi Henner                                   | SS-Standartenführer der Reserve en OT-Einsatzgruppenleiter in de Organisation "Todt" | 2 juni 1944                                           | |  |
| Hans Henrici                                   | Generalmajor en vertegenwoordiger van het OKH, en als lid van de raad van toezicht van de auteursrechtenorganisatie van Montanindustrie GmbH | 10 september 1944 - 1 september 1944                  | |  |
| Hans Heyne                                     | Wehrwirtschaftsführer en Ingenieur | 22 mei 1944                                           | |  |
| Joseph Hinkerohe                               | OT-Kamerädschaftsfuhrer in de Reichsarbeitsdienst en leider van de OT-Truppe 614 / Organisation "Todt" | 5 juni 1943                                           | Voor zijn werk aan de dr. Fritz Todt brug over de rivier Koeban |  |
| Hermann Hinrichs                               | Scheepswerktuigkundige in de koopvaardij | 20 december 1944 - 23 december 1944                   | |  |
| Alwin Hinzpeter                                | Staf-ingenieur der Reserve | 15 juni 1944                                          | |  |
| Klaus Hoelck                                   | Oberfunkmeister der Panzertruppe | 21 februari 1944                                      | |  |
| Albert Hoffmann                                | Directeur en afdelingsleider in het Rijksministerie van Bewapening en Oorlogsproductie | 7 december 1944                                       | |  |
| Adolf Hoffmann                                 | Hauptmann in de Flakartillerie | 1 september 1944                                      | Niet bevestigd |  |
| Peter Hölzer                                   | Oberrottenmeister in de Rijksspoorwegmaatschappij | 7 december 1944 -                                     | |  |
| Reinhold Huber                                 | Landesbauernführer Karinthië | 1 oktober 1944                                        | |  |
| Heinz Hükelheim                                | Oberstleutnant in de Generale Staf en kwartiermeester | 10 mei 1945 - 8 mei 1945                              | Zeer waarschijnlijk een niet formele toekenning, vermoedelijk een toekenning op grond van het Dönitz Erlass                                                                       |  |
| Fritz Huss                                     | SS-Obersturmführer | 18 oktober 1944                                       | |  |
| Rochus Ibrom                                   | Onderofficier en machinist, Feldeisenbahnabteilung, Feldeisenbahn | 12 maart 1944                                         | |  |
| Alfred Jacob                                   | General der Pioniere en vestingen in het OKH | 3 juni 1943                                           | |  |
| Friedrich-Wilhelm John                         | Oberst in de Generale Staf en opperkwartiermeester in de staf van de opperbevelhebber West | 12 maart 1945                                         | |  |
| Hans Jüttner                                   | SS-Obergruppenführer en General in de Waffen-SS, chef van de Heeresrüstung en chef van het reserveleger | 30 oktober 1944                                       | |  |
| Ernst Kaltenbrunner                            | SS-Obergruppenführer en Generaal in de politie en de Waffen-SS, hoofd van het Reichssicherheitshauptamt. | 12 oktober 1944                                       | |  |
| Hans Kammler                                   | Architect, hoofd van de bouw- en bewapeningsprojecten van het Derde Rijk en SS-Obergruppenführer en generaal bij de Waffen-SS | 1 februari 1945                                       | |  |
| Hans Kehrl                                     | SS-Brigadeführer en ambtsleider, lid van de raad van commissarissen van Alpinen Monta AG "Hermann Göring" (ondernemer) | 15 augustus 1944 - 15 november 1944 - 2 november 1944 | |  |
| Hans Julius Kehrl                              | SS-Brigadeführer en Generalmajor in de politie en hoofdcommissaris / Luftschutzführer van Hamburg | 23 september 1944                                     | |  |
| Heinrich Kelchner                              | Wehrwirtschaftsführer en directeur van het Westmarkwerke | 5 december 1944                                       | |  |
| Kurt Kelter                                    | Reichsbahnrat | april 1945                                            | |  |
| Philipp Kessler                                | Ingenieur en voorzitter van de Bewapeningsraad | 5 juli 1944                                           | |  |
| August Kindervater                             | Machinist | 7 december 1943                                       | |  |
| Ludwig Kirsch                                  | Oberinspektor in de Rijksspoorwegmaatschappij | 20 februari 1945                                      | |  |
| Kissing                                        | Lid van de Luftwaffe | 20 december 1944                                      | |  |
| Walther Kittel                                 | Generalstabsarzt | 4 juni 1944                                           | |  |
| Ernst Klasing                                  | Oberst en opperkwartiermeester Heeresgruppe A | 22 januari 1943                                       | |  |
| Gustav Heinrich Knepper                        | Toonaangevend mijnexpert en directeur-generaal | 26 juni 1944                                          | |  |
| Jacob Koepke                                   | Kapitänleutnant en Sonderführer Werkstattleiter van het werkschip Huascaran in de Kriegsmarine | 26 juni 1944                                          | |  |
| Erich Kohlhauer                                | Generalmajor en Höheren Nachrichtenführer Reich in het OKW | 10 april 1945                                         | |  |
| Karl Komb                                      | Reichsbahnsekretär in de Rijksspoorwegmaatschappij | 7 december 1944                                       | |  |
| Helmut Körner                                  | SS-Brigadeführer en Generalmajor in de politie en Militärverwaltungsvizechef, Chefgruppe Landwirtschaft, Wirtschaftsinspektion Süd, Rijkscommissariaat Oekraïne                                                                                      | 3 oktober 1943                                        | |  |
| August Korreng                                 | SS-Brigadeführer en Generalmajor en hoofdcommissaris van politie van Düsseldorf | 26 maart 1945 - 25 februari 1945                      | |  |
| Hermann Korte                                  | Oberstabsintendant in de 14. Panzer-Division | 31 december 1944                                      | |  |
| Johann Koser                                   | Reichsbahnsekretär | 7 december 1944                                       | |  |
| Johann Koser                                   | General der Kavallerie | 4 november 1944                                       | |  |
| Walter König                                   | Generalveterinär en Armeeveterinär 1, Heeresgruppen-Veterinär G | 1 juni 1944                                           | Niet bevestigd |  |
| Ernst-August Köstring                          | General der Kavallerie, General der vrijwilligerseenheden in het Oberkommando des Heeres | 23 oktober 1944                                       | |  |
| Ernst Krämer                                   | Oberstleutnant en hoofd van het Heeresmunitionsanstalt Jüterbog | 2 februari 1945                                       | |  |
| Lothar Kreuz                                   | SS-Standartenführer en Generalarzt der Reserve | 23 september 1944 - 13 augustus 1944                  | Gecorrigeerd van Ridderkruis van het Kruis voor Oorlogsverdienste zonder Zwaarden naar Ridderkruis van het Kruis voor Oorlogsverdienste met Zwaarden.                             |  |
| Carl Krümmel                                   | Onderstaatssecretaris en SA-Oberführer in het Rijksministerie van Binnenlandse Zaken | 1 september 1942                                      | Uitreiking postuum |  |
| Wilhelm Kube                                   | Gouwleider van Brandenburg en commissaris-generaal van Wit-Rusland in Minsk | 29 september 1943                                     | Uitreiking postuum |  |
| Bernhard Kühl                                  | General der Flieger en chef van het Ausbildungswesens van de Luftwaffe | 28 oktober 1943 - 16 november 1943                    | |  |
| Karl Küpfmüller                                | Hoofd van het wetenschappelijke commandostaf van de Kriegsmarine | 30 april 1945                                         | |  |
| Karl Kunstmann                                 | Hauptmann en chef Werkstatt-Kompanie / Führer-Panzer-Regiment 1 | 14 april 1945                                         | Volgens een telegram van de Heerespersonalamt, zou de onderscheiding op 14 april 1945 zijn toegekend.                                                                             |  |
| Heinz Kunze                                    | Directeur in het Rijksministerie van Bewapening en Oorlogsproductie | 20 april 1945                                         | |  |
| Heinrich Küppenbender                          | Wehrwirtschaftsführer en Betriebsführer | 1 september 1944                                      | |  |
| Eugen Kurz                                     | Generalmajor, chef van de bewapeningsafdeling in het Oberkommando des Heeres | 6 april 1945                                          | |  |
| Maximillian Lamertz                            | President van de Rijksspoorwegdirectie Essen | 7 december 1944                                       | |  |
| Franz Landskron                                | Kapitein van het stoomschip Bernhard Schulte | 11 mei 1944                                           | |  |
| Max Langenohl                                  | Directeur en Hauptringleiter in het Rijksministerie van Bewapening en Oorlogsproductie | 22 mei 1944                                           | |  |
| Emil Leeb                                      | General der Artillerie en afdelingshoofd | 14 juni 1944                                          | |  |
| Kurt Leffler                                   | Sonderführer in het Kreislandwirt | 4 oktober 1942                                        | |  |
| Rudolf Lengwinat                               | Oberstleutnant en Korps-Ingenieur | 8 mei 1945                                            | Niet bevestigd |  |
| Hans-Günther Leutheußer                        | Oberst in de Generale Staf | 1 februari 1945                                       | |  |
| Hans Leyers                                    | Algemeen Gevolmachtigde en Generalmajor | 24 juni 1944                                          | |  |
| Willy Liebel                                   | Burgemeester van Neurenberg | 27 november 1942                                      | |  |
| Erwin Lindau                                   | Bereichsleiter NSDAP en Sonderbeauftragter Stellungsbau Ost, NSDAP | 1 januari 1945                                        | |  |
| Ludwig Loibl                                   | NSKK-Sturmführer | 23 december 1944                                      | |  |
| Friedrich Lüschen                              | Voorzitter van het hoofdcomité voor elektrotechniek | 22 mei 1944                                           | |  |
| Robert Lusser                                  | Wehrwirtschaftsführer en Technisch directeur van de Fieseler Flugzeugwerke Kassel | 1 september 1944                                      | |  |
| Alfred Mahncke                                 | General der Flieger | 14 april 1945                                         | |  |
| Gustav Maldacker                               | Machinist | 7 december 1944                                       | |  |
| Georg Malsi                                    | Major der Reserve in de der Luftwaffe | 1 februari 1945                                       | |  |
| Hans Malzacher                                 | Directeur-generaal en plaatsvervangend afdelingshoofd | 5 december 1944                                       | |  |
| Wolfgang Martini                               | General der Nachschubtruppe en General-Nachrichtenführer der Luftwaffe/ OKL | 1 februari 1945                                       | |  |
| Hans Mauch                                     | Ingenieur in het V1 project | 20 juli 1944                                          | |  |
| Arthur Mauterer                                | Raad van Bestuur van Union Brückenbau AG, Dortmund. Hoofd van de commissie ijzer en staal in het Rijksministerie voor Bewapening en Munitie | 7 december 1944                                       | |  |
| Otto Merker                                    | Wehrwirtschaftsführer, vice-voorzitter van Klöckner-Humboldt-Deutz AG, hoofd van het Hauptausschusses Schiffbau in het Rijksministerie voor Bewapening en Munitie                                                                                    | 25 augustus 1944                                      | |  |
| Julius Metzger                                 | President van de Rijksspoorwegdirectie Keulen | 20 februari 1945                                      | |  |
| Helmut Möckel                                  | Plaatsvervangend Rijksjeugdleider | 11 februari 1945                                      | |  |
| Ernst Mueller                                  | Oberst in het Armee-Nachrichten-Führer Armeeoberkommando 11 | 28 juli 1944                                          | |  |
| Ernst Mueller                                  | Generalmajor en Nachschuppenführer Heeresgruppe Süd | 28 februari 1944 - 28 juli 1944                       | |  |
| Erich Müller                                   | Dienstleiter bij Friedrich Krupp AG | 31 maart 1943                                         | |  |
| Josef Müller                                   | Onbekend | 12 september 1944                                     | |  |
| Heinrich Müller                                | SS-Gruppenführer en Generalleutnant bij de politie, chef van de Gestapo | 10 oktober 1944                                       | |  |
| Fritz Mürmann                                  | Oberfeldveterinär | 30 april 1945                                         | Niet bevestigd |  |
| Fritz Leberecht Mussehl                        | Vice-president van de rekenkamer van het Duitse Rijk en staatssecretaris in het Reichsernährungsministerium | 1 augustus 1944                                       | |  |
| Jakob Nagel                                    | Staatssecretaris in het Rijksministerie van Post | 21 februari 1944                                      | |  |
| Wilhelm Nagel                                  | Generalbeauftragter en NSKK-Obergruppenführer, chef NSKK Transportgruppe, Transportfragen/Rüstungsstab | 6 november 1944 - 4 november 1944                     | |  |
| Hermann Neubauer                               | SS-Brigadeführer | 7 september 1943                                      | |  |
| Georg Neubert                                  | Heereswerkmeister der Reserve in de Werkstattkompanie, schwere Panzer-Abteilung 503, Heer | 28 april 1944 - 16 april 1944                         | |  |
| Franz Neuhausen                                | Chef van de afdeling economie bij de chef van het militaire bestuur in de OB Zuidoost | 1944                                                  | |  |
| Wilhelm Ohnesorge                              | Rijksministerie voor Post | 1 november 1944                                       | |  |
| Herbert Osterkamp                              | General der Artillerie en Chef van het Heeresverwaltungsamtes / Oberkommando des Heeres | 2 november 1944                                       | |  |
| Karolus Wilhelm Max Friedrich "Carl" Otte      | Chef van het economische commandostaf in Hamburg; vanaf 1940 hoofd van het hoofdbureau algemene economie in het Reichskommissariat Norwegen | 9 augustus 1944 - 15 augustus 1944                    | |  |
| Franz von Papen                                | Vicekanselier (1933 - 1934) en ambassadeur in Turkije | 15 augustus 1944                                      | |  |
| Artur Paul                                     | Generaal-Ingenieur | 15 juli 1944                                          | |  |
| Heinrich Pehle                                 | SS-Standartenführer, hoofd van de afdeling landbouweconomie in het militaire bestuur bij de Bevollmächtigten General der Wehrmacht in Italië | 30 september 1944 - 1 oktober 1944                    | |  |
| Anton-Leopold Pfauser                          | Obergefreiter in de Eisenbahn-pionier | 29 oktober 1944 - 24 oktober 1944                     | |  |
| Anton Pfrogner                                 | Generalarbeitsführer RAD | 21 december 1944                                      | |  |
| Richard Plagemann                              | Generaloberstabsintendant in de Chefintendant Luftwaffe | 17 januari 1945                                       | |  |
| Paul Pleiger                                   | Directeur-generaal en Wehrwirtschaftsführer | 10 mei 1943                                           | |  |
| Friedrich Poggemeister                         | Onderofficier en treinmachinist bij de Veldspoorbaan, Oostfront | 12 maart 1944                                         | |  |
| Oswald Pohl                                    | SS-Obergruppenführer en General in de Waffen-SS, hoofd van het SS-Wirtschafts- und Verwaltungshauptamtes (SS-WVHA) | 10 oktober 1944                                       | |  |
| Wilhelm Polzius                                | Onderofficier en treinmachinist bij de Veldspoorbaan, Oostfront | 12 maart 1944                                         | |  |
| Ludwig Prandtl                                 | Professor in het stromingsonderzoek | 1 februari 1945                                       | |  |
| Fritz Preißler                                 | SS-Hauptsturmführer, commandant van de Instandsetzungs-Abteilung in de 4. SS-Polizei-Panzergrenadier-Division | 18 november 1944                                      | |  |
| Friedrich Rabitz                               | Major der Reserve en commandant van het Brückenbau Bataillon 560 | 14 december 1943                                      | |  |
| Rudolf Rahn                                    | Diplomaat | Onbekend                                              | Uit fotobewijs blijkt dat Rahn tevens de versie met zwaarden heeft ontvangen. Een verleningsdatum is nog onbekend.                                                                |  |
| Otto Rauser                                    | Opperkwartiermeester | 4 juli 1944                                           | |  |
| Franz Reifferscheidt                           | OT-Bautruppführer | 22 mei 1944                                           | Niet bevestigd |  |
| Friedrich Reinhard                             | Oberst in de Generale Staf in de Transportchef Generalstab Heeresgruppe | 20 april 1945                                         | |  |
| Fritz Reinhardt                                | Militärverwaltungsvizechef Diplom-Landwirt | 3 oktober 1943                                        | |  |
| Karl Remy                                      | President van de Rijksspoorbaandirectie Keulen (tot 1944) | 7 december 1942                                       | |  |
| Kurt Reuschel                                  | Oberfeldwebel en Panzer-Werkstattleiter in de Werkstatt-Kompanie / Panzer-Regiment 15 / 11.Panzer-Division “Gespenster-Division” | 8 december 1944                                       | |  |
| Klaus Erhard Riedel                            | Ingenieur in het V1 project | 1 september 1944                                      | Uitreiking postuum |  |
| Walter Riese                                   | Kapitein handelsschip | 2 oktober 1944                                        | |  |
| Julius Ritter                                  | SS-Standartenführer en leider van het Service du travail obligatoire | 6 oktober 1943                                        | Uitreiking postuum |  |
| Hermann Röchling                               | Wehrwirtschaftsführer Kommerzienrat voor het Generalbeauftragter für Eisen und Stahl (voorzitter van de rijksvereniging Eisen) | 17 december 1944                                      | |  |
| Walter Rohland                                 | Directeur en Hauptausschussleiter | 29 oktober 1943                                       | |  |
| Gerhard Rose                                   | Generalarzt der Reserve | 20 april 1945                                         | |  |
| Wolfgang Römer                                 | Oberleutnant der Reserve in het Regiments-Ingenieur Panzerjäger-Regiment 656 | 4 juni 1944                                           | |  |
| Günther Rüdel                                  | Generaloberst en Chef der Luftwehr und Inspekteur des Luftschutzes/ Reichsluftfahrtministerium | 9 november 1942                                       | |  |
| Werner Rudolf                                  | Gebietskommissar | 1 november 1944                                       | |  |
| Otto Salmann                                   | Chef van de opleidingsafdeling van de onderzeedienst | 2 mei 1945                                            | |  |
| Karl Otto Saur                                 | Hauptdienstleiter en afdelingshoofd in het Rijksministerie voor Bewapening en Munitie | 29 oktober 1944                                       | Voorgedragen voor het Gouden Ridderkruis zonder Zwaarden op 20 april 1945 |  |
| Ferdinand Sauerbruch                           | Geheimer Hofrat Generalarzt der Reserve | 11 oktober 1943                                       | |  |
| Albin Sawatzki                                 | Technisch directeur bij Henschel-Werke | 20 april 1945                                         | |  |
| Gerhard Schach                                 | Hauptbereichsleiter en plaatsvervangend Gouwleider van Berlijn | 10 februari 1944                                      | Op voordracht van Goebbels vanwege zijn verdienste voor Berlijn in de strijd tegen de bombardementen door de geallieerden.                                                        |  |
| Hans-Joachim Schaede                           | Amtsgruppenchef Oberst in het Rijksministerie voor Bewapening en Oorlogsproductie | 28 november 1944                                      | |  |
| Emil Schaeffer                                 | SS-Obersturmbannführer en korps-ingenieur | 31 december 1944                                      | |  |
| Hubert Schardin                                | Hoofd van het Luftfahrttechnische Akademie | 20 april 1945                                         | |  |
| Wilhelm Schell                                 | President van de Rijksspoorwegdirectie Münster (west) | 20 februari 1945                                      | |  |
| Walter Schieber                                | SS-Brigadeführer en chef van het Rüstungslieferungsamtes in het Rijksministerie voor Bewapening en Oorlogsproductie | 29 oktober 1944                                       | |  |
| Max-Josef Schindler                            | Generalleutnant en bewapeningsinspecteur Heer | 24 juni 1944                                          | |  |
| Hans Schlegel                                  | Leutnant | 4 juni 1944                                           | |  |
| Herbert Schmeidler                             | Obergeneralarbeitsführer in het RAD administratie en economie | 21 december 1944                                      | |  |
| Karl Schmerbeck                                | Gebietskommissar in het Generalkommissar | 1 november 1944                                       | |  |
| Victor Gottfried Otto Schmieden                | Generalarzt der Reserve en adviserend chirurg in het Heeressanitätsinspektion | 19 januari 1944                                       | Niet bevestigd |  |
| Hans Scholz                                    | Medewerker in het V1 project | 20 juli 1944                                          | |  |
| Nikolaus Schöning                              | Spezialschlosser bij IG-Farben | 22 februari 1945                                      | |  |
| Rolf Schrader                                  | Generalleutnant in de Führerreserve | 10 april 1945                                         | |  |
| Oskar Schröder                                 | Generaloberstabsarzt en Sanitätsinspekteur der Luftwaffe | 1 februari 1945                                       | |  |
| Hans Schulz                                    | Oberst in de Luftwaffe Deutsche Forschungsanstalt für Segelflug | 20 juli 1944                                          | |  |
| Curt Schulze                                   | Generaloberstabsveterinär en leider van de Kriegsveterinärdienstes / OKW | 15 mei 1944                                           | |  |
| Wilhelm Schulze                                | Generalarbeitsführer en chef van het dienstambt in de Rijksleiding van de RAD | 25 februari 1944                                      | |  |
| Friedrich Schürer                              | Onderstaatssecretaris en chef der Amtsgruppe Gesamtentwurf und Schiffbau im Hauptamt Kriegsschiffbau des OKM | 24 juli 1944                                          | |  |
| Ernst Wilhelm Schütte                          | Kapitein van het weerschip Sachsenwald ("WBS 7") | 12 augustus 1944 - 10 augustus 1944                   | Uitreiking postuum |  |
| Friedrich Schwarz                              | Oberfeldwebel | 28 april 1945                                         | |  |
| Hans-Georg von Seidel                          | General der Flieger en opperbevelhebber van het Luftflotte 10, Luftwaffe | 31 augustus 1944                                      | |  |
| Anton Sextel                                   | Heeres-Hauptwerkmeister | 13 september 1943                                     | |  |
| Otto Stapf                                     | General der Infanterie en chef Wehrwirtschaftsstab Ost | 1 september 1944                                      | |  |
| Bernhard Streit                                | SS-Sturmbannführer in het Hauptamt Volksdeutsche Mittelstelle der SS (VOMI) | 20 april 1945                                         | |  |
| Erich Stud                                     | Generalleutnant en bevelhebber van de Duitse troepen in het achterwaarts gelegen legergebied in de Heeresgruppe Süd | 24 juni 1944                                          | Toegekend voor zijn werk als hoofd van de staf voor bewapenings- en aanschaffing in Frankrijk                                                                                     |  |
| Alois Swetina                                  | Major der Reserve in het Pionier-regimentsstab z.b.V.550 / Gebirgs-Armeeoberkommando 20 | 1 februari 1945                                       | |  |
| Heinrich Johann Gustav Linus Alexander Tammann | Generalarzt der Reserve en adviserend chirurg van de Luftwaffe | 1945                                                  | |  |
| Heinrich Temme                                 | Ingenieur in de V1/V2 | 20 juli 1944                                          | |  |
| Walter Thiel                                   | Hoofd ingenieur in het V1 project, Heerestechnische Versuchsanstalt Peenemünde | 29 oktober 1944                                       | Uitreiking postuum |  |
| Hermann Tholenz                                | Obergeneralarbeitsführer RAD en inspekteur, Luftverteidigungseinsatzes West, Reichsarbeitsdienst (RAD) | 21 december 1944                                      | |  |
| Hans Thomsen                                   | Gezant | 25 mei 1942                                           | |  |
| Arthur Tix                                     | Wehrwirtschaftsführer, Voorzitter van de Bochumse vereniging van de Gußstahlfabrikation AG, hoofd van de hoofdcomité wapens bij het Rijksministerie voor Bewapening en Oorlogsproductie, lid van de industriële raad van het Oberkommando des Heeres | 1 juni 1944                                           | |  |
| Wilhelm Tönnis                                 | Oberstarzt der Reserve en adviserend neuroloog van de Luftwaffensanitätsinspektion, (OKL) | 16 mei 1944                                           | |  |
| Anton Turek                                    | SS-Untersturmführer en Bergezugführer in de I. / 3 / SS-Polizei-Division 17 | 31 december 1944                                      | |  |
| Walter von Unruh                               | General der Infanterie, Sonderbeauftragter für die Überprüfung des zweckmäßigen Kriegseinsatzes | 23 juli 1944                                          | |  |
| Edmund Veesenmayer                             | Gevolmachtigde minister en SS-Brigadeführer | 27 januari 1944 - 25 oktober 1944                     | |  |
| Richard Volkmann                               | Fahnenjunker-Oberwachmeister en Fernaufklärer, Nachrichten-Fernaufklärungs-Kompanie 623, Bau-Lehr-Regiment z. b. V. 800, Division Brandenburg, Heer                                                                                                  | 12 augustus 1944                                      | |  |
| Wolfgang Vorwald                               | Generalleutnant en chef van het Technischen Amtes bij de Generalluftzeugmeister (RLM) in de Luftwaffe | 2 juli 1944                                           | |  |
| Kurt Waeger                                    | General der Artillerie en chef van het bewapeningsambt in het Rijksministerie voor Bewapening en Oorlogsproductie | 27 november 1944                                      | |  |
| Max Wachtel                                    | Hoofdingenieur van het V1 project | 31 januari 1945                                       | |  |
| Hans Wagner                                    | Generalstabsarzt | 12 maart 1945 - 12 maart 1944                         | |  |
| Hermann Wagner                                 | Obergeneralarbeitsführer RAD | 22 maart 1944                                         | |  |
| Adalbert Wahl                                  | Oberst in de Generale Staf, Heeresgruppe E, Heer | 10 april 1945 - 1 februari 1945                       | |  |
| Heinrich Wahl                                  | Oberst in de Generale Staf, Heeresgruppe E, Heer | 1 februari 1945                                       | Niet bevestigd |  |
| Carl Richard Heinrich Wahle                    | Generalleutnant en stadscommandant van Hamburg | 3 augustus 1943 - 4 augustus 1943                     | |  |
| Hellmuth Walter                                | Onderzeeboot constructeur van de Walter U-Boote | 6 februari 1945                                       | Niet bevestigd |  |
| Paul Walter                                    | Generalarzt | 21 september 1944 - 6 oktober 1944                    | |  |
| Walter Warlimont                               | General der Artillerie en chef van de Wehrmachtführungsstabes, OKW | 15 februari 1945 - 1 februari 1945                    | |  |
| Wilhelm Waßner                                 | Oberfeldwebel in de Panzer-Werkstatt-Kompanie | 20 februari 1945                                      | |  |
| Walter Warzecha                                | Generaladmiral en de laatste opperbevelhebber van de Kriegsmarine | 25 januari 1945                                       | |  |
| Fritz Weber                                    | Ingenieur in de vliegtuigbouw | 1 september 1944                                      | |  |
| Johannes Weigelt                               | Directeur van het geologische en paleontologische instituut Halle | 25 februari 1945                                      | |  |
| Erich Weise                                    | SS-Untersturmführer der Reserve en Werkmeister en chef van de Panzerwerkstattzug/SS Panzer Regiment 5 | 16 november 1943                                      | |  |
| Karl Weiss                                     | OT-Einsatzgruppenleiter en OT Einsatzgrüppenleiter West | 22 augustus 1944                                      | Niet bevestigd |  |
| Kurt Weissenborn                               | Directeur plaatsvervangend hauptausschussleiter in het Rijksministerie voor Bewapening en Oorlogsproductie | 5 december 1944                                       | |  |
| Paul Wenneker                                  | Admiral en militair attaché in Tokio | 18 januari 1945                                       | |  |
| Friedrich Wiedmann                             | Staf-vlieger-ingenieur | 1945                                                  | |  |
| Günther Wiens                                  | Oberreichsbahnrat bij de Reichsbahn-Zentralamt | 7 december 1944                                       | |  |
| Otto Winkelmann                                | SS-Obergruppenführer en General der Waffen-SS, Höherer SS- und Polizeiführer (HSSPF) in Hongarije | 16 december 1944 - 21 december 1944                   | |  |
| Albert Wipper                                  | Hauptabteilungsleiter in het Rijksminister van de Bezette Oostelijke Gebieden | 1 november 1944 - 1 november 1943                     | |  |
| Karl Witzell                                   | Admiral en chef van het Marinewaffenhauptamtes | 5 oktober 1942 - 6 oktober 1942                       | |  |
| Karl Wolf                                      | Waffenoberfeldwebel in de Grenadier-Regiment 84 / 102. Infanterie-Division "Brandenburg" | 21 februari 1944                                      | |  |
| Albert Wolff                                   | Directeur-generaal en leider van de commissie over munitie | 7 december 1944                                       | |  |
| Ludwig Wolff                                   | General der Flieger en Kommandierender General en bevelhebber van de Luftgau XI (Hamburg) | 27 september 1943                                     | |  |
| Othmar Wolfram                                 | Oberstleutnant en commandant van een Fliegerhorst in Finland | 1945                                                  | |  |
| Eugen Wurster                                  | Generalmajor en hogere bevoorradingsleider in de Heeresgruppe C | 17 november 1944                                      | |  |
| Wilhelm Zangen                                 | Wehrwirtschaftsführer en hoofd van de rijksgroep industrie | 1 februari 1945                                       | |  |
| Heinrich Zechmann                              | President van de Rijksspoorwegmaatschappij | 20 februari 1945                                      | |  |
| Emil Zenetti                                   | General der Flakartillerie en Kommandierender General en bevelhebber van Luftgau VII (München) | 1 februari 1945 - 26 maart 1945                       | |  |
| Karl-Adolf Zenker                              | Fregattenkapitän | onbekend                                              | |  |

## Ridderkruis van het Kruis voor Oorlogsverdienste

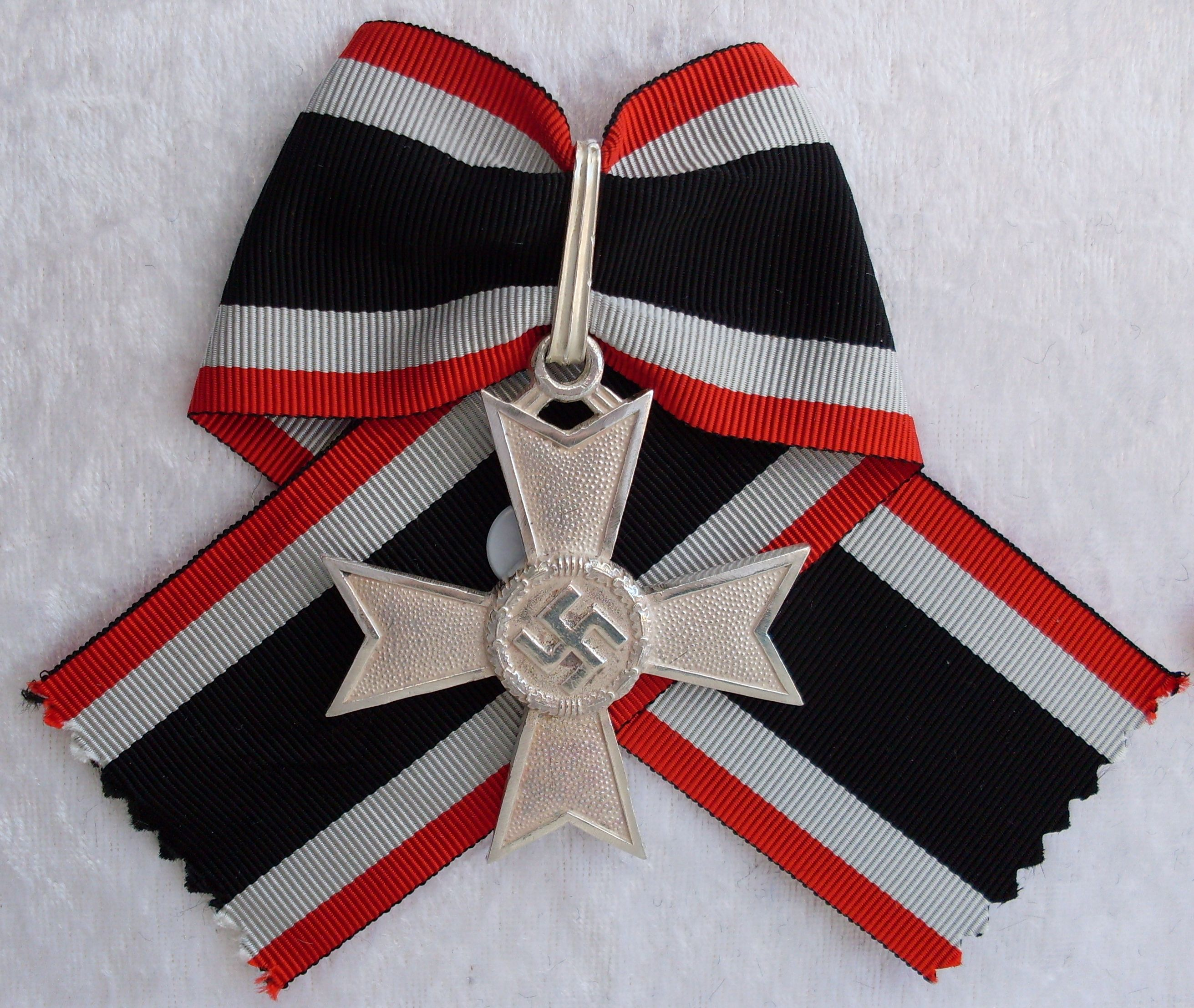
Het Ridderkruis van het Kruis voor Oorlogsverdienste (zonder Zwaarden)

In alfabetische volgorde
| Naam                     | Rang/functie | Uitreikingsdatum                      | Bijzonderheden |
| ------------------------ | --- | ------------------------------------- | --- |
| Otto Ambros              | Hauptausschussleiter | 10 februari 1944                      | |
| Gustav Behrens           | Reichsobmann in de Reichsnährstand en plaatsvervangend Reichsbauernführer | 1 oktober 1944                        | |
| Richard Bertram          | Hoofd van de tonnageinzet bij de Reichskommissar voor de zeescheepvaart | 26 december 1944                      | |
| Wilhelm Bloedorn         | Landesbauernführer in Pommeren | 1 oktober 1944                        | Niet bevestigd |
| Johann-Heinrich Böhmcker | SA-Obergruppenführer en burgemeester van Bremen | 21 juni 1944                          | Uitreiking postuum |
| Otto Bohrmann            | Hoofd van de Oberpostdirektion Keulen | 21 februari 1945                      | |
| Walter Brugmann          | OT Einsatzgruppenleiter | 6 juni 1944                           | |
| Heinrich Bütefisch       | Wehrwirtschaftsführer en bestuurslid van IG Farben, hoofd van de brandstofproductie in de I.G. Farben-fabriek in het concentratiekamp Auschwitz-Monowitz | 10 februari 1944                      | |
| Paul Dargel              | Gauorganisationsleiter (Gelastigde voor de Oostelijke-vraagstukken) | 15 januari 1945                       | |
| Christian Davidshöfer    | Obermeister | 5 juni 1943                           | |
| Gerhard Degenkolb        | Hoofd comité rollend materieel en Hauptausschussleiter in het Rijksministerie voor Bewapening en Oorlogsproductie | 20 september 1943                     | Voorgedragen voor het Ridderkruis van het Kruis voor Oorlogsverdienste met Zwaarden op 29 oktober 1944                                                                                           |
| Gustav Dilli             | Onderstaatssecretaris van de Rijksspoorwegmaatschappij | 14 augustus 1944                      | |
| Hermann Dohrn            | NSDAP-Kreisfachwart voor visserij in de Reichsnährstand Süderdithmarschen, voorzitter van de herverzekeringsverbond van de Duitse verzekeringsfondsen voor de verzekering van vissersvaartuigen aan de Noordzeekust                                          | 12 augustus 1944 - 10 augustus 1944   | |
| Julius Dorpmüller        | Rijksminister van Verkeer en directeur-generaal van de Rijksspoorwegmaatschappij | 18 september 1943                     | Voorgedragen voor het Ridderkruis van het Kruis voor Oorlogsverdienste met Zwaarden op 24 juli 1944                                                                                              |
| Franz Xaver Dorsch       | Hoofd comité rollend materieel | 3 juni 1944                           | Het is twijfelachtig waarom Dorsch het RK van de KVK zonder Zwaarden kreeg, na de voordracht van het RK KVK met Zwaarden op 14 mei 1943                                                          |
| Abraham Esau             | President van de Physikalisch-Technischen Reichsanstalt, professor aan de Technische Hogeschool Berlijn, afdelingshoofd fysica in de Rijksonderzoeksraad | 23 september 1944 - 22 september 1944 | |
| Gerhard Fieseler         | Wehrwirtschaftsführer, vliegtuig ontwerper | 2 mei 1945                            | |
| Karl Hermann Frank       | SS-Obergruppenführer en generaal der Waffen-SS en de politie, Staatsminister in het Protectoraat Bohemen en Moravië in de rang van een Rijksminister | 1 mei 1945                            | Toegekend door Karl Dönitz |
| Karl Richard Ganzer      | Waarnemend directeur van het „Reichsinstituts für Geschichte des neuen Deutschlands“ | 15 september 1944                     | Gefreiter in een infanterieregiment, uitreiking postuum |
| Franz Hahne              | Obermeister in de firma Rheinmetall-Altmärkische Kettenwerke | 20 mei 1942                           | Voorgedragen voor het Gouden Ridderkruis van het Kruis voor Oorlogsverdienste op 20 april 1945                                                                                                   |
| Werner Hassenpflug       | Onderstaatssecretaris in het Rijksministerie voor Verkeer | 12 augustus 1944                      | |
| Franz Hayler             | Staatssecretaris in het Rijksministerie voor Economische Zaken | 17 augustus 1944 - 16 augustus 1944   | |
| Kurt Hecht               | Voorzitter van de Duitse aardappel | 1 oktober 1944                        | |
| Hubert Hildebrandt       | Ministerialrat GBA | 12 augustus 1944                      | |
| Johannes Holtmayer       | Obermeister | 5 juni 1943                           | |
| Kurt Kettler             | Operationele directeur | 2 mei 1945 - 15 april 1945            | |
| Hans Joachim Kohnert     | Landesbauernführer in Rijksgouw Wartheland | 30 september 1944                     | |
| Carl Krauch              | Voorzitter van de Raad van Commissarissen van I.G. Farben, lid van het presidium van de Rijksonderzoeksraad, lid van de raad van toezicht van Kontinental Öl AG, Algemeen Gevolmachtigde voor speciale kwesties van chemische productie in het vierjarenplan | 5 juni 1943                           | |
| Lothar Kreuz             | Generalarzt der Reserve | 13 juni 1944                          | Onjuiste verlening, later gewijzigd in Ridderkruis van het Kruis voor Oorlogsverdienste met Zwaarden                                                                                             |
| Werner Linnemeyer        | Duitse dienstpost Nederland | 12 september 1944                     | |
| Alexander Lippisch       | Professor in de aerodynamica | 12 september 1944                     | |
| Willy Messerschmitt      | Wehrwirtschaftsführer, vliegtuig ontwerper | 12 september 1944 - 12 oktober 1944   | |
| Theodor Morell           | Lijfarts van Hitler | 24 februari 1944                      | |
| Josef Müller             | Onderstaatssecretaris in de Rijksspoorwegmaatschappij | 12 september 1944                     | |
| Wilhelm Murr             | Gouwleider van Württemberg-Hohenzollern, Rijksstadhouder in Württemberg | 1 oktober 1944                        | |
| Hermann Neubacher        | Gezant en Sonderbeauftragter für Griechenland | 7 september 1943                      | |
| Franz Neuhausen          | NSFK-Obergruppenführer en Militärverwaltungschef | 20 april 1945                         | Verleningsdatum is nog niet geheel zeker. |
| Rudi Peuckert            | SS-Oberführer, afdelingschef „Bauerntum und Ostland“ in de Rijksjeugdleiding, hoofd van economische groep arbeid in de Wirtschaftsstab Ost (Berlijn) | 12 augustus 1944                      | |
| Walter Pflaumbaum        | SA-Sturmhauptführer, voorzitter van de Reichsstelle voor Tiere | 1 oktober 1944                        | |
| Matthias Pier            | Chemicus | 20 september 1943                     | |
| Ferdinand Porsche        | Industrieel | 1 september 1944                      | |
| Rudolf Rahn              | Gezant | 22 juni 1943                          | |
| Georg-Johannes Rickhey   | Directeur-generaal van het Mittelwerk GmbH in Dora-Mittelbau | 20 februari 1944                      | |
| Walter H. J. Riedel      | Ingenieur bij de firma Walter Riedel | 10 februari 1944                      | |
| Ernst Ritter             | Bauernführer en lid van de SS | 4 oktober 1942                        | |
| Walter Rohland           | Directeur en Hauptausschussleiter | 5 juni 1943                           | Voorgedragen voor het Ridderkruis van het Kruis voor Oorlogsverdienste met Zwaarden op 29 oktober 1944                                                                                           |
| Karl Otto Saur           | Hauptdienstleiter en afdelingshoofd in het Rijksministerie voor Bewapening en Munitie | 5 juni 1943                           | Voorgedragen voor het Ridderkruis van het Kruis voor Oorlogsverdienste met Zwaarden op 29 oktober 1944. Saur is ook de ontvanger van alle andere klasse van het Kruis voor Oorlogsverdienste     |
| Albin Sawatzki           | Technisch directeur van het project V2 (raket) en lid van de NSDAP | 5 juni 1943                           | Voorgedragen voor het Ridderkruis van het Kruis voor Oorlogsverdienste met Zwaarden op 20 april 1945. Sawatzki is ook de ontvanger van alle andere klasse van het Kruis voor Oorlogsverdienste   |
| Fritz Schelp             | Hoofd van de afdeling verkeer en tarief in de afdeling van de Rijksspoorwegmaatschappij in het Rijksministerie voor Verkeer | 20 februari 1945                      | |
| Walter Schieber          | Afdelingschef in het Rijksministerie voor Bewapening en Oorlogsproductie | 20 september 1943                     | Voorgedragen voor het Ridderkruis van het Kruis voor Oorlogsverdienste met Zwaarden op 29 oktober 1944. Schieber is ook de ontvanger van alle andere klasse van het Kruis voor Oorlogsverdienste |
| Kurt Schirnt             | | 3 oktober 1943                        | |
| Karl Schmid              | Slotenmaker in de wapenindustrie | 5 juni 1943                           | |
| Claus Selzner            | SS-Brigadeführer, commissaris-generaal van Dnipro in het Rijkscommissariaat Oekraïne | 20 juni 1944                          | Postuum |
| Max Timm                 | Hauptabteilungsleiter GBA | 12 augustus 1944                      | |
| Wilhelm Werner           | SS-Brigadeführer, parlementslid voor de NSDAP in de Rijksdag | Onbekend                              | |
| William Werner           | Raad van Bestuur, directeur en Betriebsführer in de Auto-Union AG, Chemnitz | 5 juni 1943                           | |
| Ludwig Wolf              | Voorzitter Hauptvereinigung en landbouwer | 21 oktober 1943                       | |
| Carl Wurster             | Commissaris van een vennootschap van DEGESCH, bestuurslid van IG Farben | 10 februari 1944                      | |
| Kurt Zschirnt            | Reichshauptabteilungsleiter in de Reichsnährstand | 3 oktober 1943                        | Ter gelegenheid van de Rijksoogstdankdag |
| Thor                     | Inspecteur | 10 augustus 1944                      | |

## Voorgedragen voor het Ridderkruis
| Naam          | Rang/functie                                                     | Uitreikingsdatum | Opmerking                                                |
| ------------- | ---------------------------------------------------------------- | ---------------- | -------------------------------------------------------- |
| Erich Koch    | Gouwleider in de NSDAP van Oost-Pruisen                          | Niet uitgereikt  | Voordracht door Hitler om persoonlijke redenen afgewezen |
| Herbert Backe | Staatssecretaris in het Rijksministerie voor Voeding en Landbouw | Niet uitgereikt  | Voordracht door Hitler om persoonlijke redenen afgewezen |